# ルーカス・リベイロ・ドス・サントス
ルーカス・リベイロ・ドス・サントス（Lucas Ribeiro dos Santos  ，  1999年1月19日 - ）は、ブラジル・バイーア州サルヴァドール出身のプロサッカー選手。セアラーSCに所属している。ポジションはDF。

## 来歴
2016年にECヴィトーリアに入団。2018年シーズンにトップチームに昇格し、8月23日のCRフラメンゴ戦でプロデビュー。同月31日には2021年までの契約に合意。同年シーズンは16試合に出場した。
2019年1月28日、ドイツ・ブンデスリーガのTSG1899ホッフェンハイムと、2023年までの契約を締結した。ホッフェンハイムで2試合に出場した後、SCインテルナシオナルにレンタル移籍。2022年1月18日、セアラーSCにレンタル移籍。2023年、セアラーに完全移籍した。

## 代表経歴
2019年1月に、チリで開催される2019 FIFA U-20ワールドカップ出場権を賭けた南米ユース選手権に、U-20のブラジル代表として出場している。